# Sixtinska kapellets takfresker
Sixtinska kapellets takfresker i Rom målades 1508–1512 av den italienske konstnären Michelangelo Buonarroti. Freskomålningarna i Sixtinska kapellets tak skildrar flera scener ur Gamla testamentet och anses höra till renässansens och den västerländska konstens allra främsta verk.
I maj 1508 gick Michelangelo – som såg sig mer som en skulptör – motvilligt med på att åta sig en beställning från påve Julius II om att måla det välvda taket i kapellet som uppförts 1473–1481 under Sixtus IV pontifikat. Konstnären underkände de ursprungliga idéerna om att måla de tolv apostlarna och ersatte den befintliga enkla stjärnhimlen med en väldig organism med över 300 figurer, rytmiskt fördelade i ett skenarkitektoniskt ramverk i marmor, så kallat trompe l'œil. Väggarna fortsätter uppåt med en fiktiv attika likt en triumfbåges.  
Bildprogrammet avser binda ihop de första människornas historia på jorden med Kristi ankomst, och tidens begynnelse med dess slut (Yttersta domen på altarväggen målade Michelangelo visserligen omkring 30 år senare). Det storslagna konstprojektet är sannolikt den rikaste ensemble av måleri som historien känner och utfördes av Michelangelo ensam under stora fysiska påfrestningar. 
En inte okontroversiell restaurering på 1980-talet har givet takmålningar tillbaka sina ursprungliga och starkt lysande färger. Konservatorerna använde då datateknik och kemiska lösningar för att reparera förstörda sektioner och torka bort smuts. 

## Bildkomposition
Det rektangulära takvalvet är indelat i tre fält på längden och elva fält parallella med rummets kortsidor. I valvets mitt återges nio monumentala bilder ur Första Moseboken i Gamla testamentet i kronologisk ordning från skapelseberättelsen närmast altarväggen till berättelserna om Noa närmast ingången. I de två sidofälten närmast långväggen finner man raden av profeter och sibyllor. Trekantiga spandriller skiljer profeterna och sibyllorna från varandra. De triangulära hörnmålningarna kallas pendentiv och skildrar också scener ur Gamla testamentet.  

Schematisk bild över freskerna i taket
Schematisk bild på engelska över freskerna i taket och de halvcirkelformade blå lunetterna på väggarna som Michelangelo också målade.

Det centrala bildfältet är uppdelat i tre grupper, från väster skapelsen (i bilden gulmarkerat till höger), Adam och Eva och syndafallet (grönmarkerat i mitten) och Noa (grönblått till vänster). De flankeras av profeterna (orange) och sibyllorna (rosa). Dessa skiljs av trekantiga spandriller (grönbrunt) och pendentiv (lila).

## Skapelsen
De nio bilderna i takets mitt är uppdelade i tre grupper. Den första triaden, närmast altaret, beskriver Guds kraft att skapa ut intet. Där är Fadern den centrala gestalten och visar jordens skapelse och består av 1) Gud skiljer ljus från mörker, 2) Gud skapar solen, månen och växter, och 3) Gud skiljer vatten från land. Den andra bilden är tudelad, till vänster ses Gud ge liv åt växterna och till höger avbildas han när han med kraftfulla rörelser skapar solen med högerhanden och månen med vänsterhanden vilket skedde på den tredje respektive fjärde dagen (1 Mos. 1:11–18). 

Skapelsen
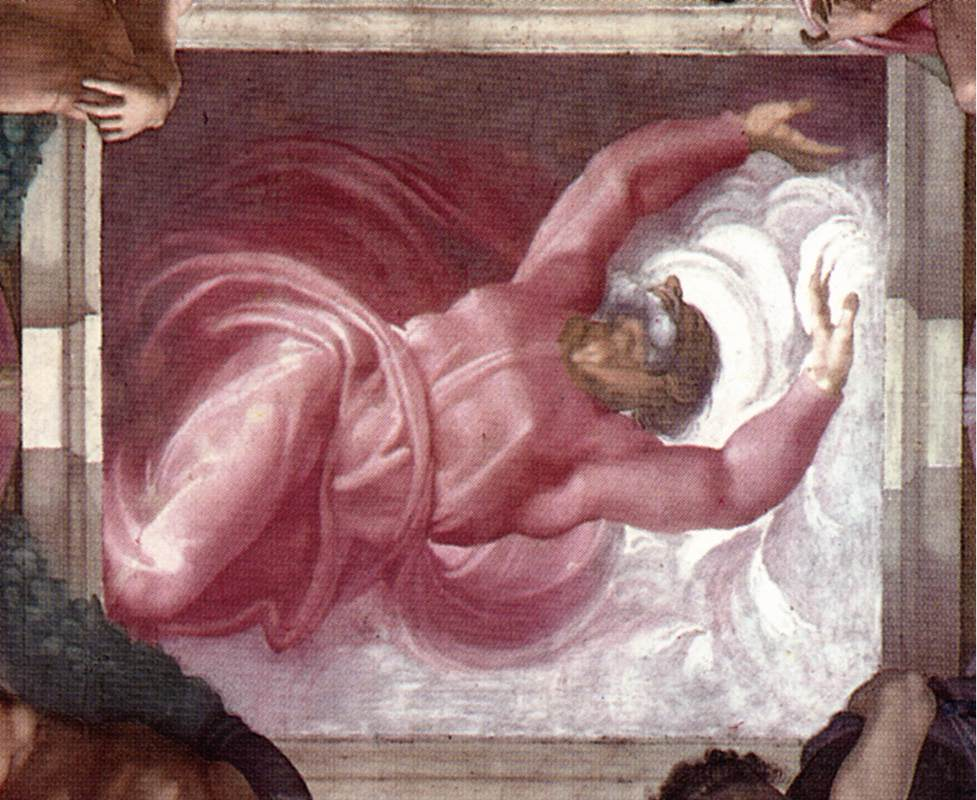
Gud skiljer ljus från mörker
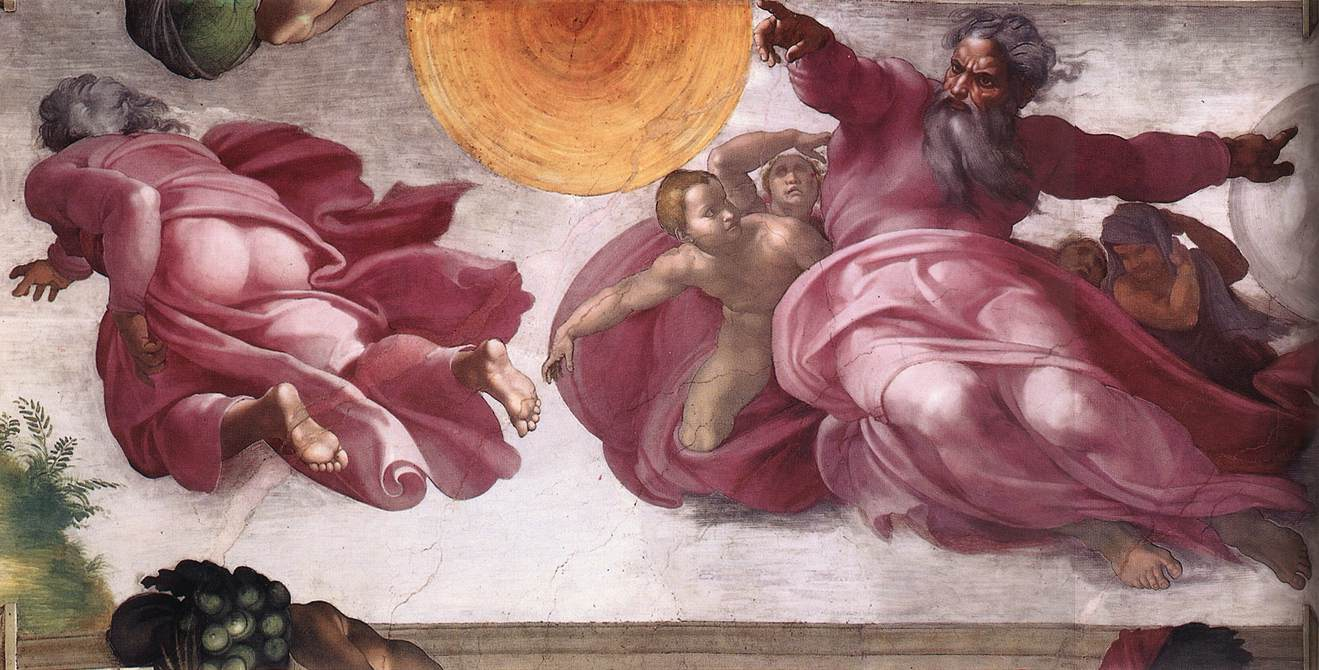
Gud skapar solen, månen och växter
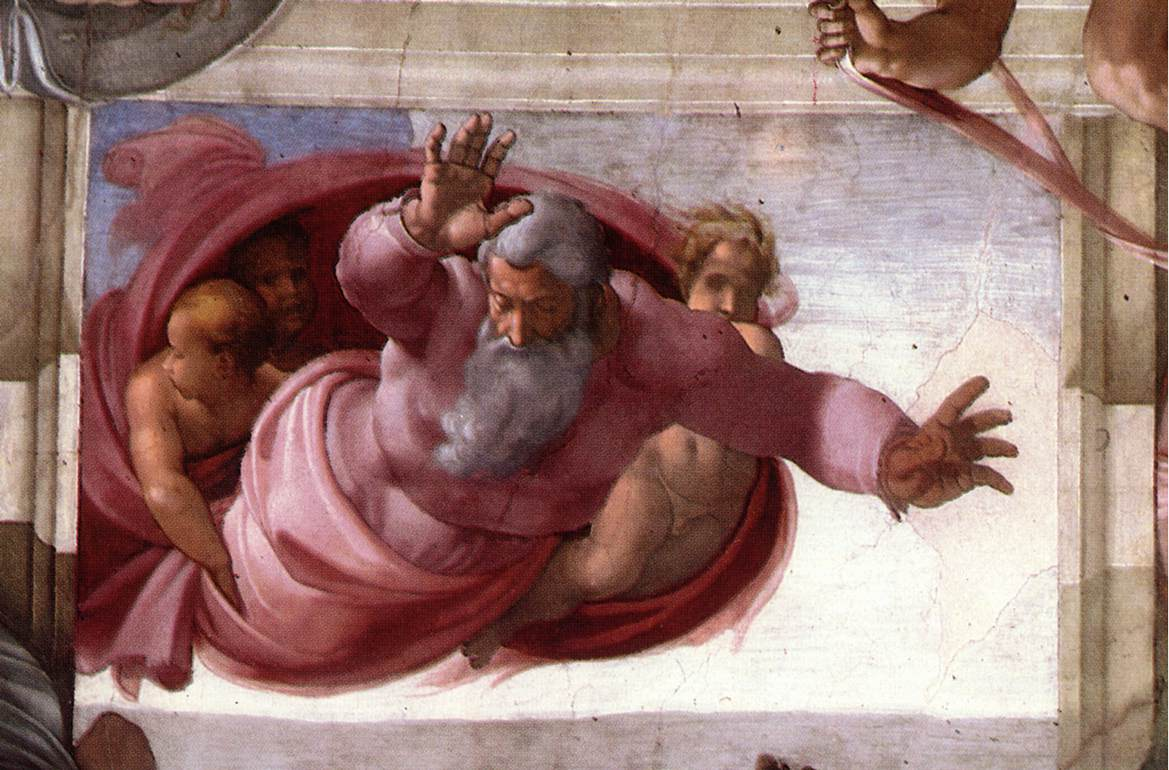
Gud skiljer vatten från land

## Adam och Eva
De andra trion visar hur människan skapas för gemenskap med Gud och hur denna bryts. Där ingår Michelangelos kanske mest kända målning, Adams skapelse. Även här är Fadern den verkande kraften. Adam skildras passivt väntande på den tändande gnistan från Guds finger för att få liv och kraft. Gud är framställd som en väldig virvelvind. Under sin vänstra arm håller han den ännu oskapade Eva, medan handen vilar på det ofödda Jesusbarnets skuldra. I den sista bilden skildras hur Adam och Eva luras av ormen, vars framdel avbildas med kvinnokropp, och smakar av den förbjudna frukten från kunskapens träd (1 Mos. 3:1–6). I dess högra del visas hur de fördrivs ur Edens lustgård.       

Adam och Evas skapelse och syndafallet
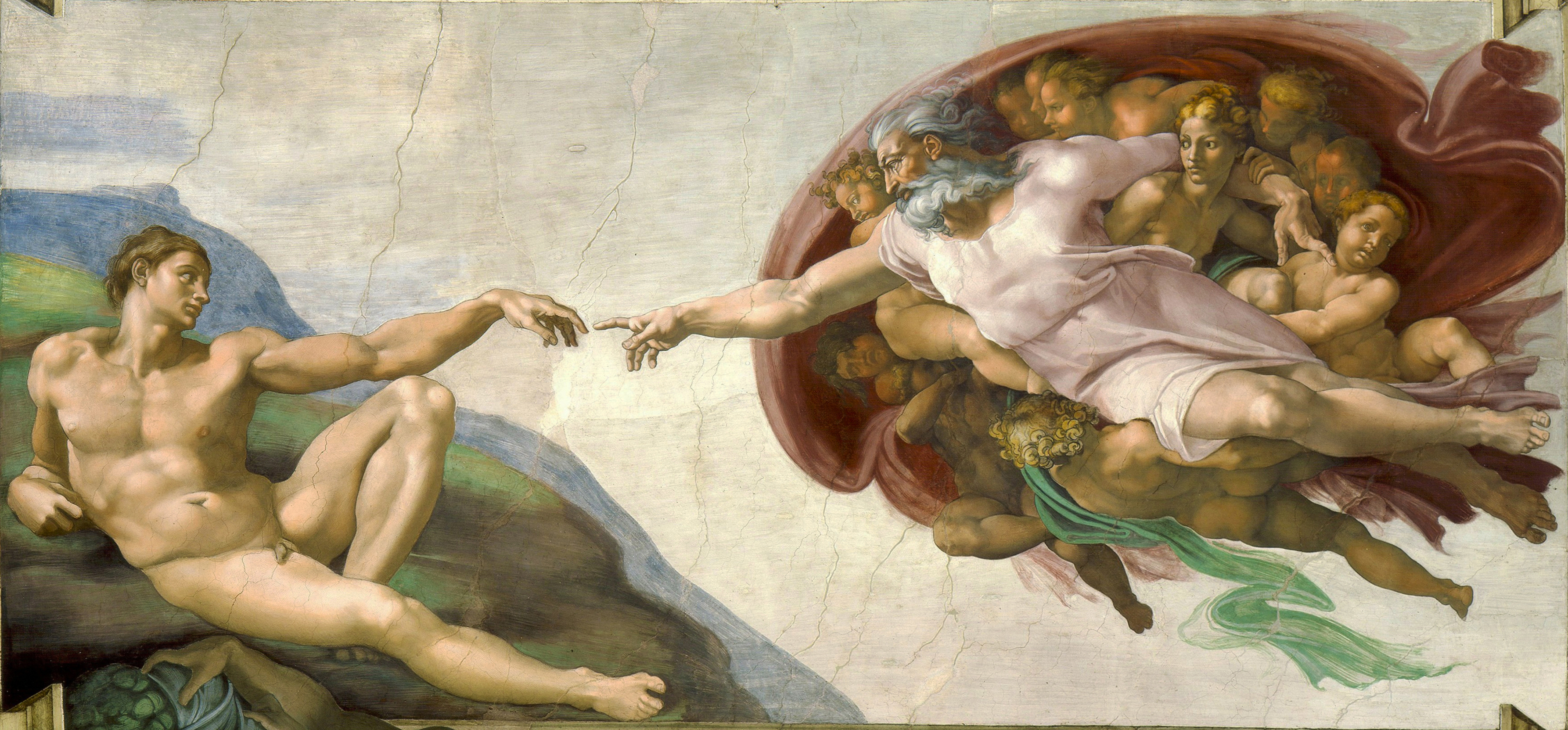
Adams skapelse
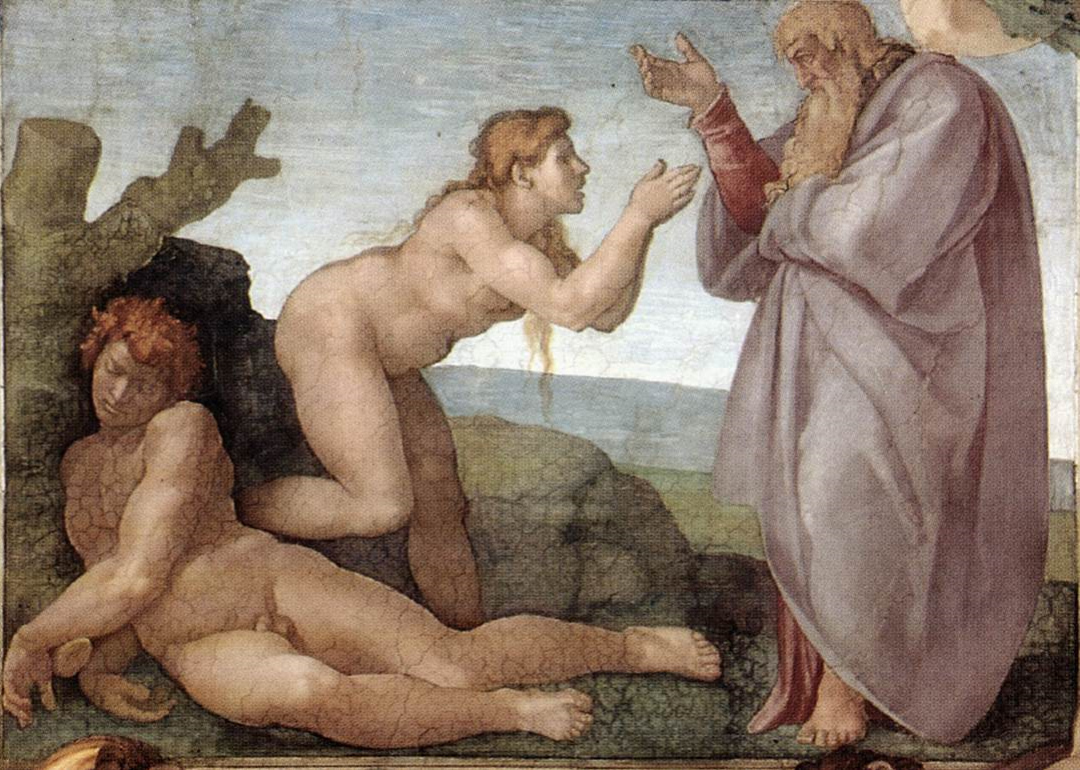
Evas skapelse
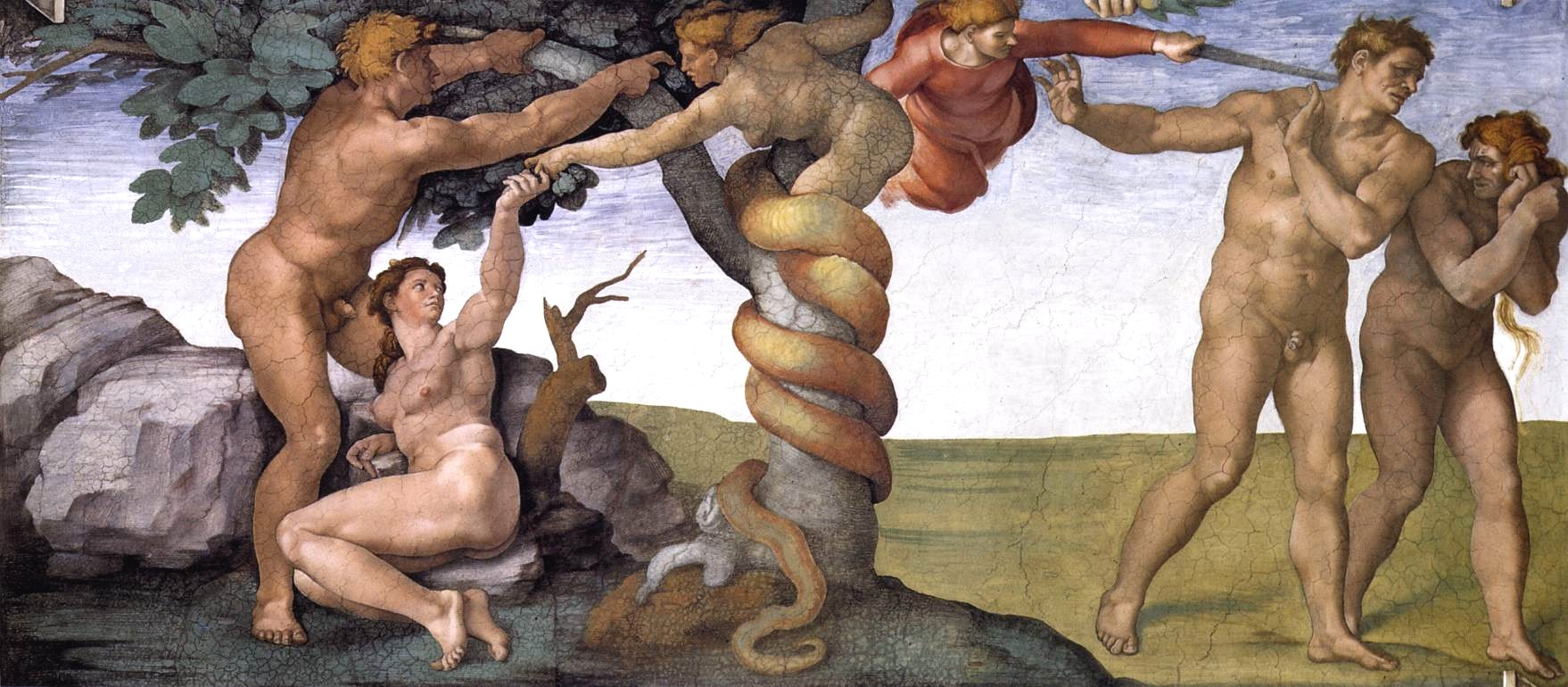
Syndafallet och förvisningen ur Edens lustgård

## Noa
Den sista triaden berättar om Noa. De två första bilderna är skildrade i felvänd ordning, med Noas tackoffer (1 Mos. 8:20–22) före Syndafloden där Noas ark ses segla iväg (1 Mos. 7:9–12). Den sista bilden visar Noas dryckenskap och hur Noas söner Sem, Jafet och Ham finner sin far i ett berusat tillstånd efter att ha druckit sitt eget vin (1. Mos 9:20–27). 

Noa och syndafloden
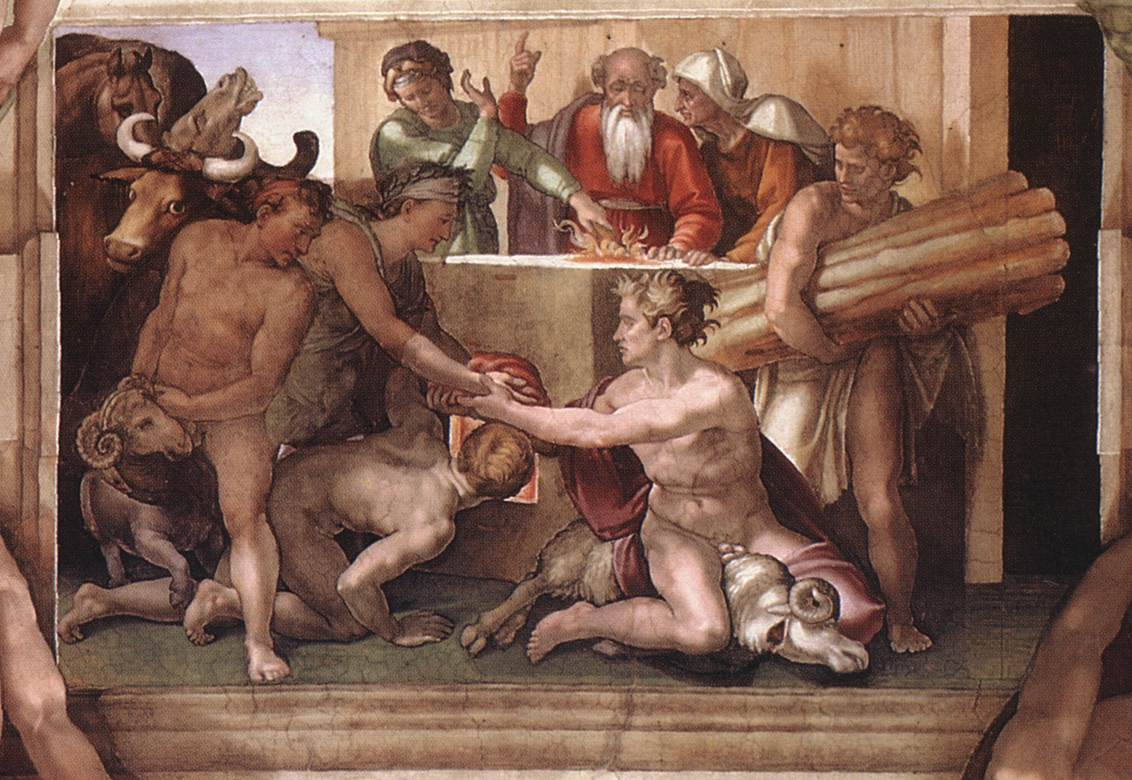
Noas offer
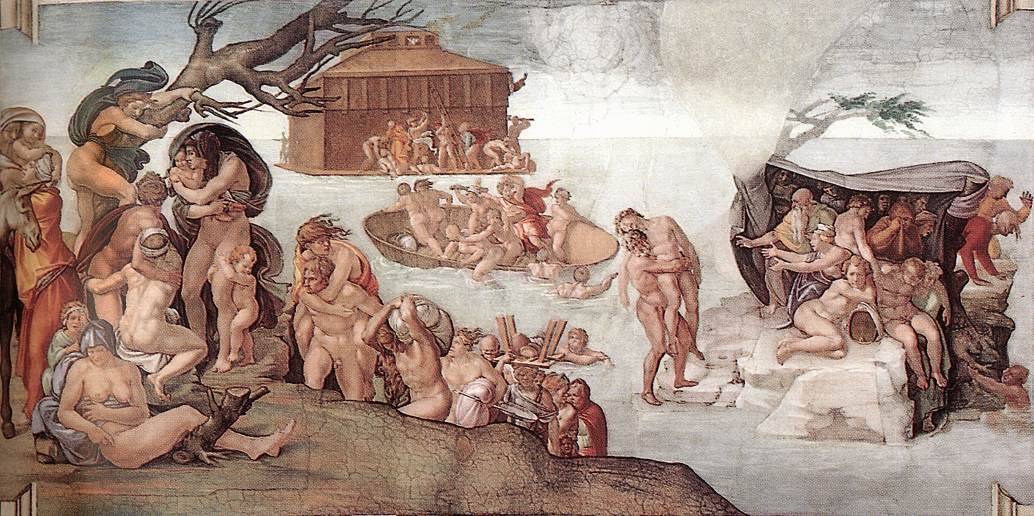
Syndafloden
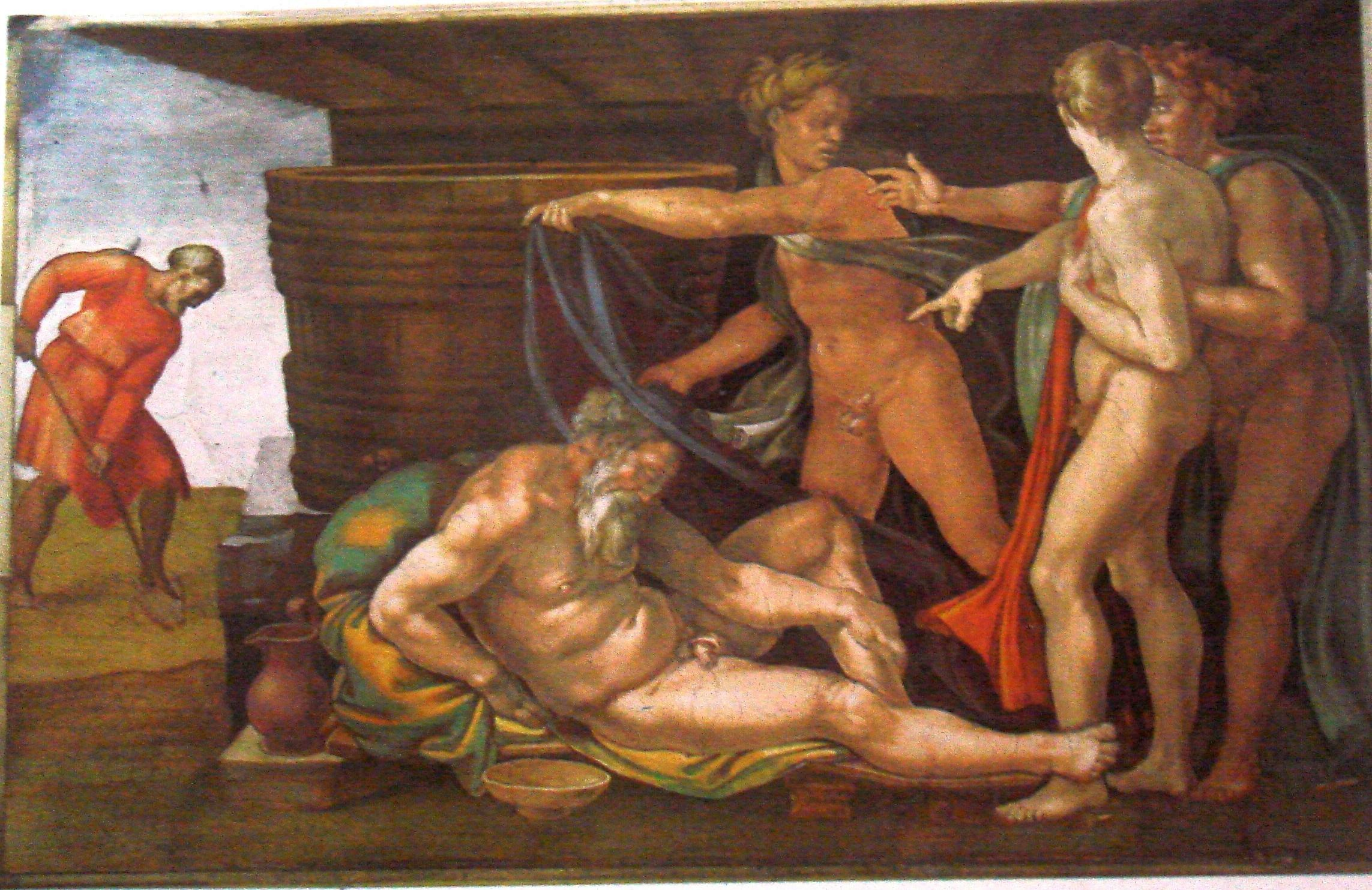
Noas dryckenskap

## Profeter och sibyllor
Fälten närmast väggarna består av porträtt av sju profeter från Gamla testamentet och fem sibyllor från den klassiska världen som är placerade i olika nischer separerade av trekantiga spandriller. Profeterna förutspådde Jesu ankomst. De hedniska sibyllorna var antikens Grekland och Roms orakel och visa kvinnor som även dem påstods ha förutspått Messias. Denna idé att Gud verkar genom både judiska och hedniska människor var i harmoni med renässansens mer humanistiska teologi, där teologin förenades med antikens filosofi. 
Avbildade profeter på den norra väggen är Jeremia, Hesekiel och Joel samt på den södra Daniel och Jesaja. Profeterna Jona och Sakarja är avbildade ovanför altarväggen respektive den östra kortsidan. Bilden av Jeremia, författare till Klagovisorna, som trött och fundersamt lutar huvudet mot högerhanden anses möjligen vara ett självporträtt. På den norra väggen finns den persiska och erythraianska (även erythreanska) sibyllorna och på den södra den libyska, cumaeiska och delfiska sibyllorna. Hans kvinnliga gestalter är lika muskulösa som de manliga vilket påstås bero på att han använde manliga modeller även för kvinnliga porträtt eftersom kvinnliga modeller krävde mer betalt.

Profeter och sibyllor
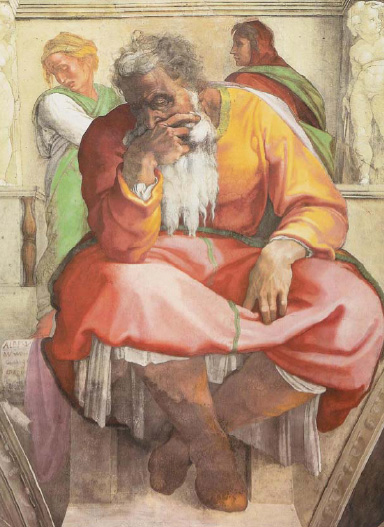
Jeremia
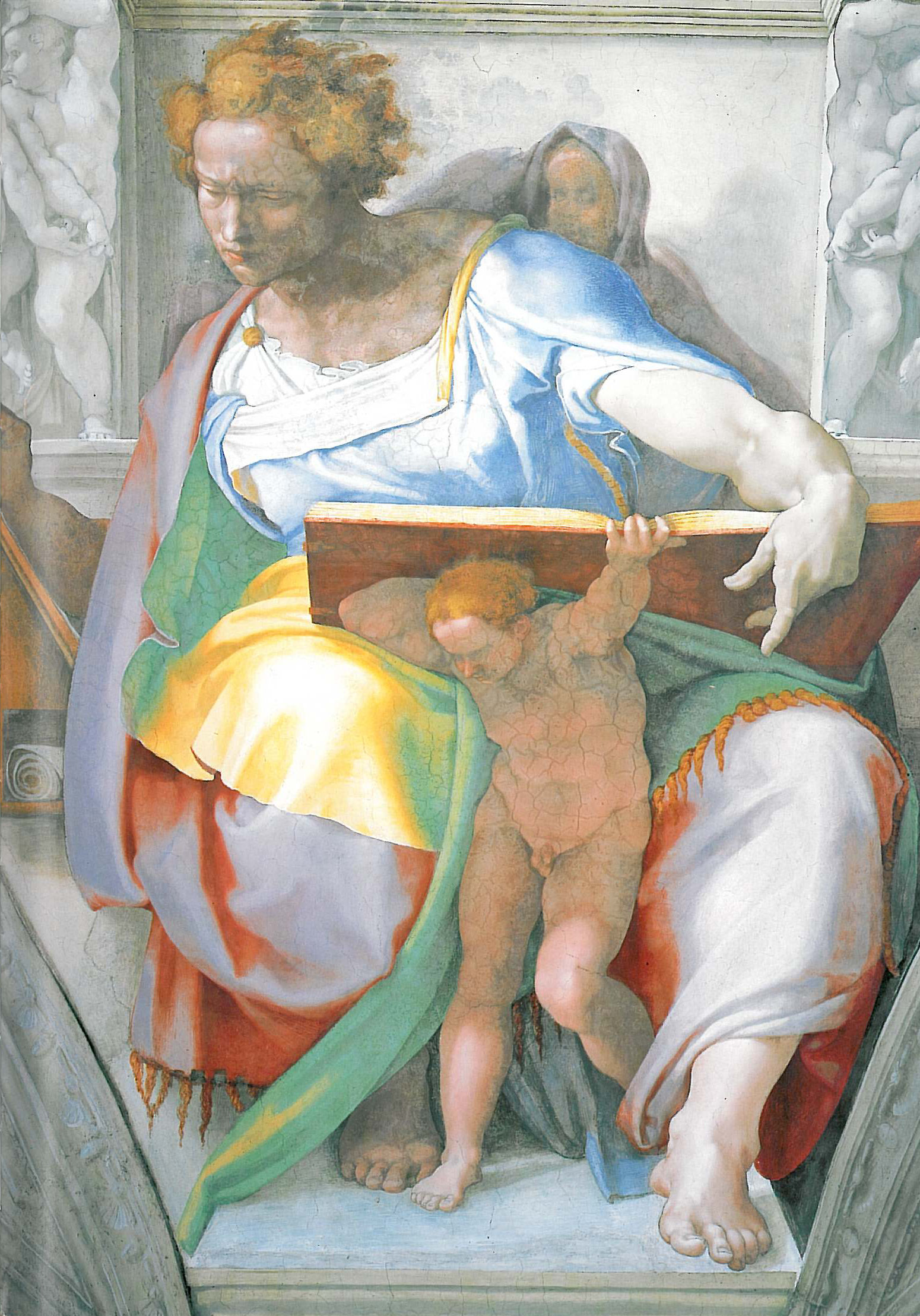
Daniel
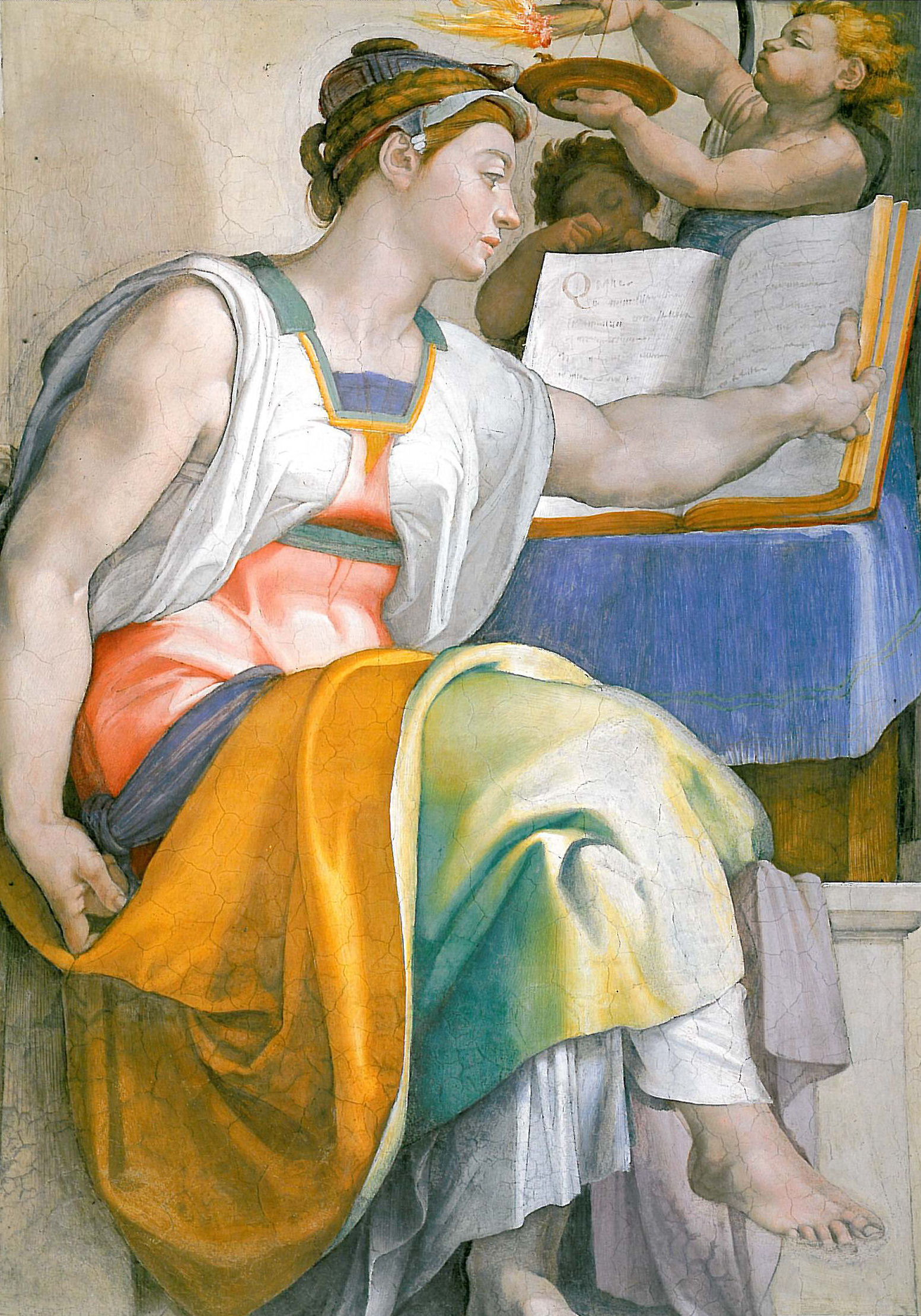
Erythreanska sibyllan
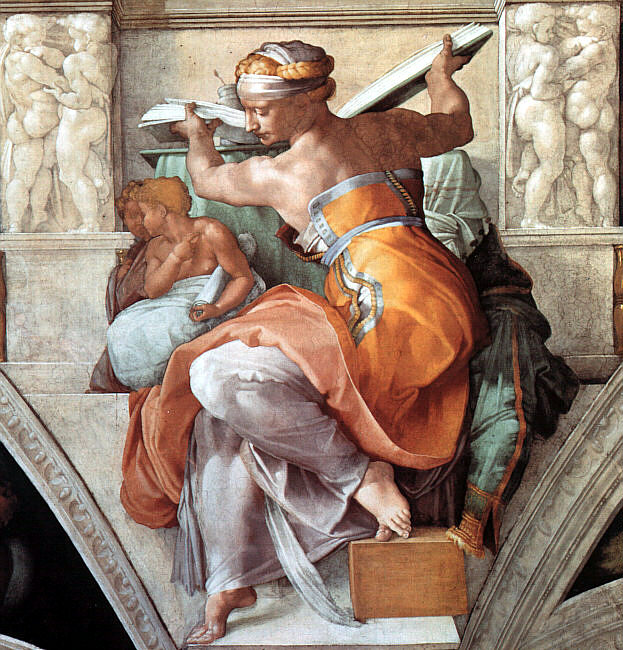
Libyska sibyllan

## Pendentiven
I de fyra hörnen finns bilder i form av trekantiga sfäriska pendentiv som visar scener ur Gamla testamentet. I hörnen närmast altarväggen avbildas Mose och kopparormen (4 Mos. 21:4–9) och Hamams korsfästelse i den påle han själv rest för att hänga det judiska folket (Esters bok kapitel 7). I hörnen närmast ingången avbildas hur Judit dödar den assyriske härföraren Holofernes (apokryiska Judits bok) och Davids kamp mot Goljat (1 Sam. 17:41–54).   

Pendentiven
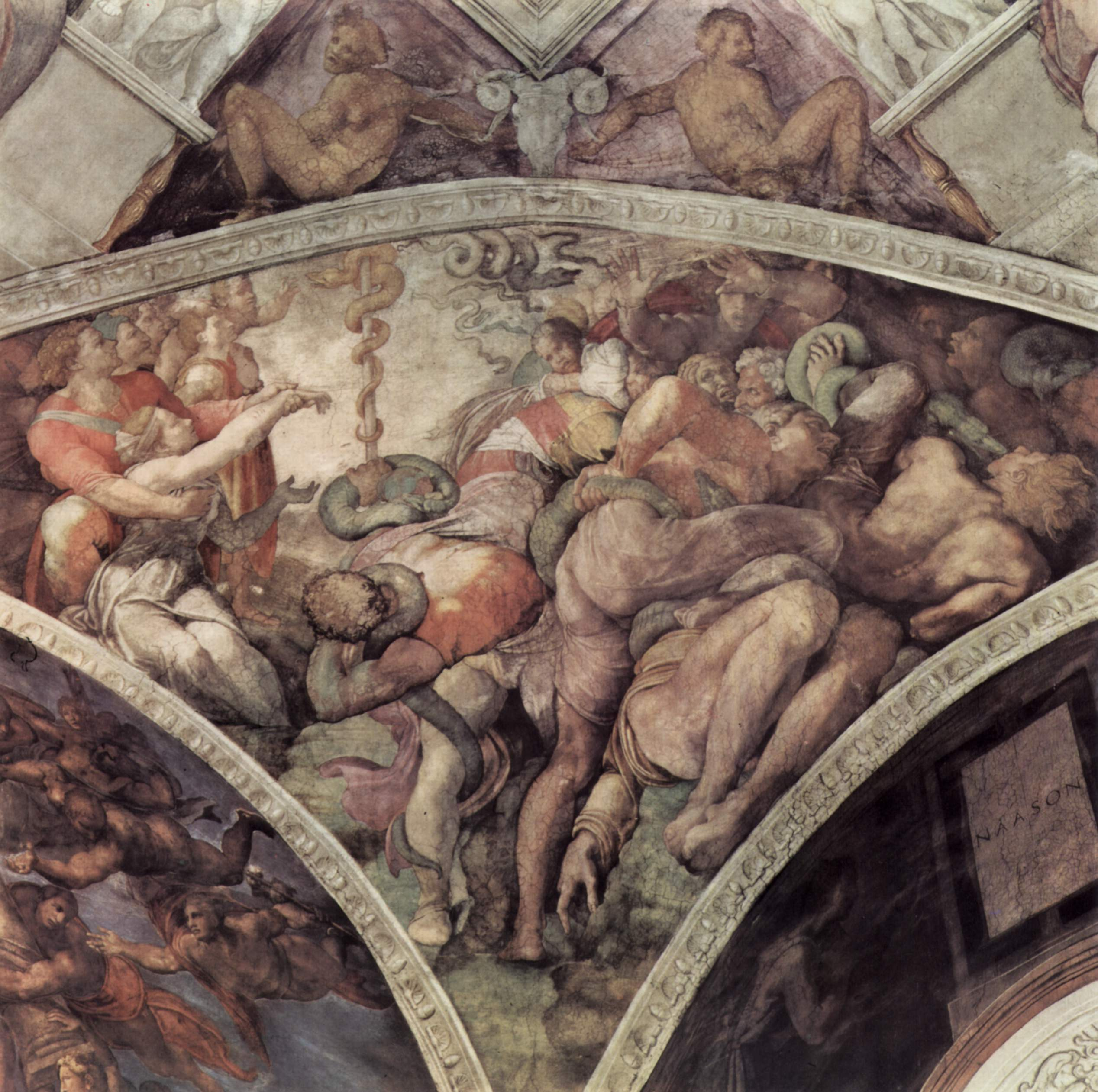
Mose reser stången med kopparormen
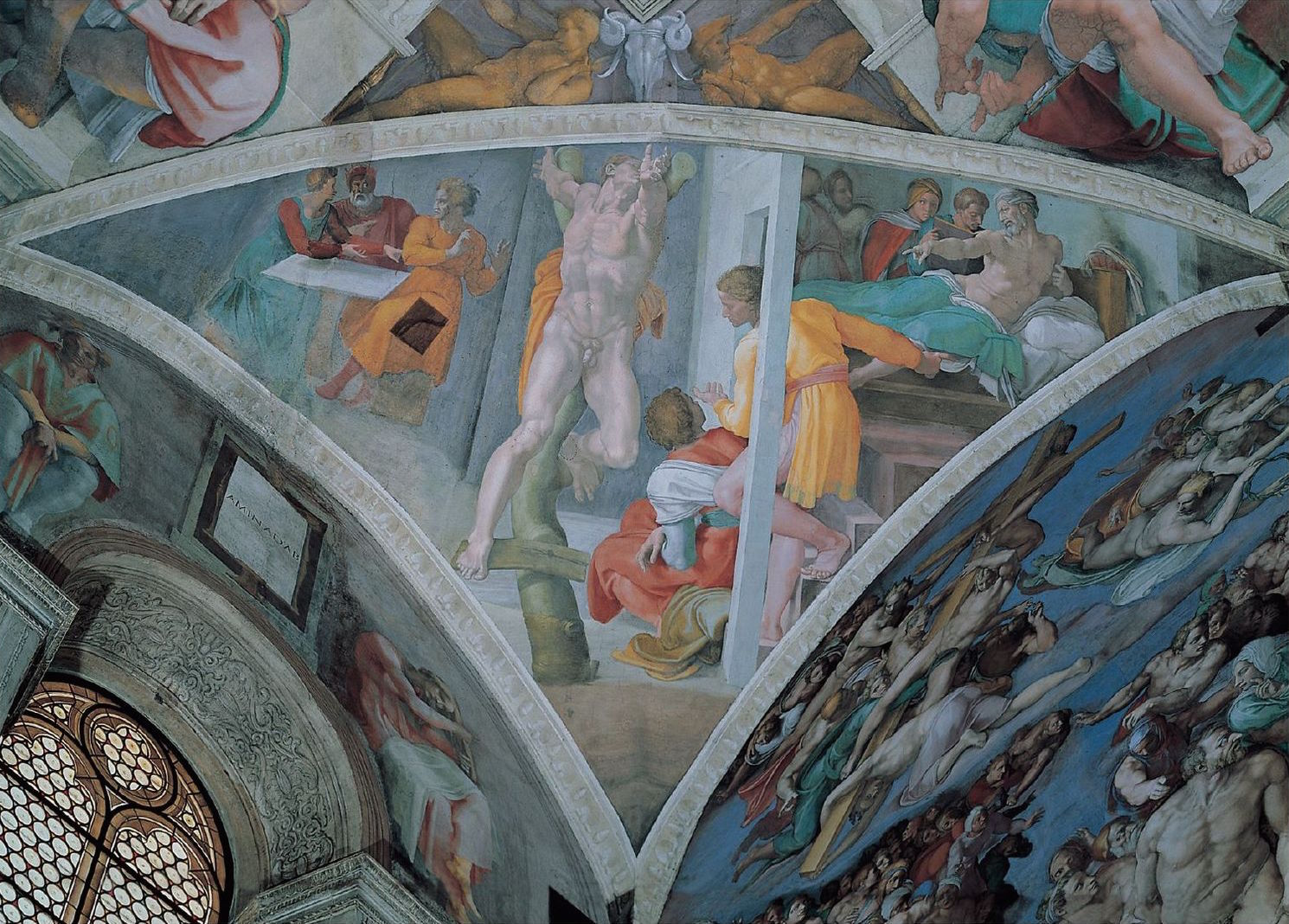
Hamams straff
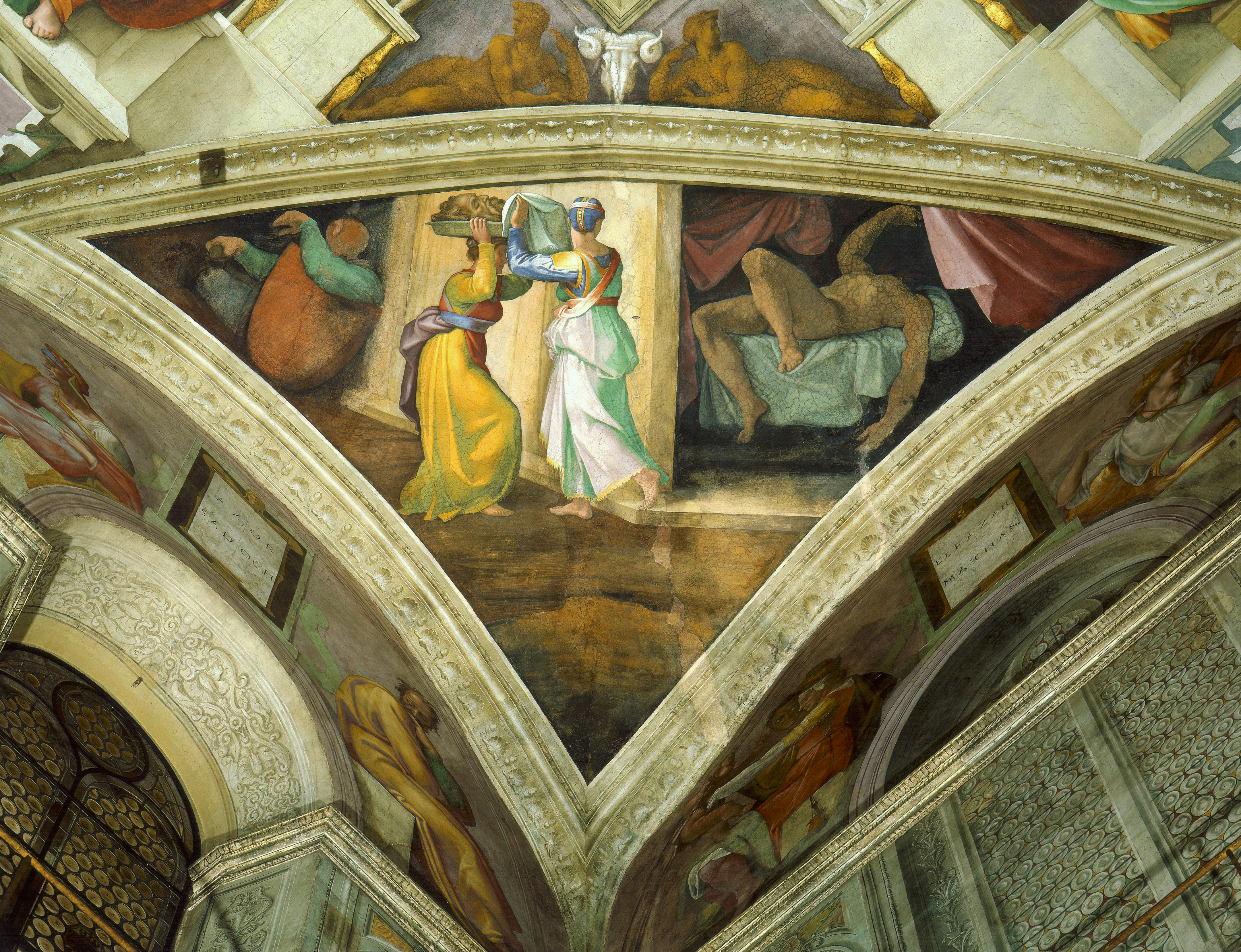
Judit och Holofernes
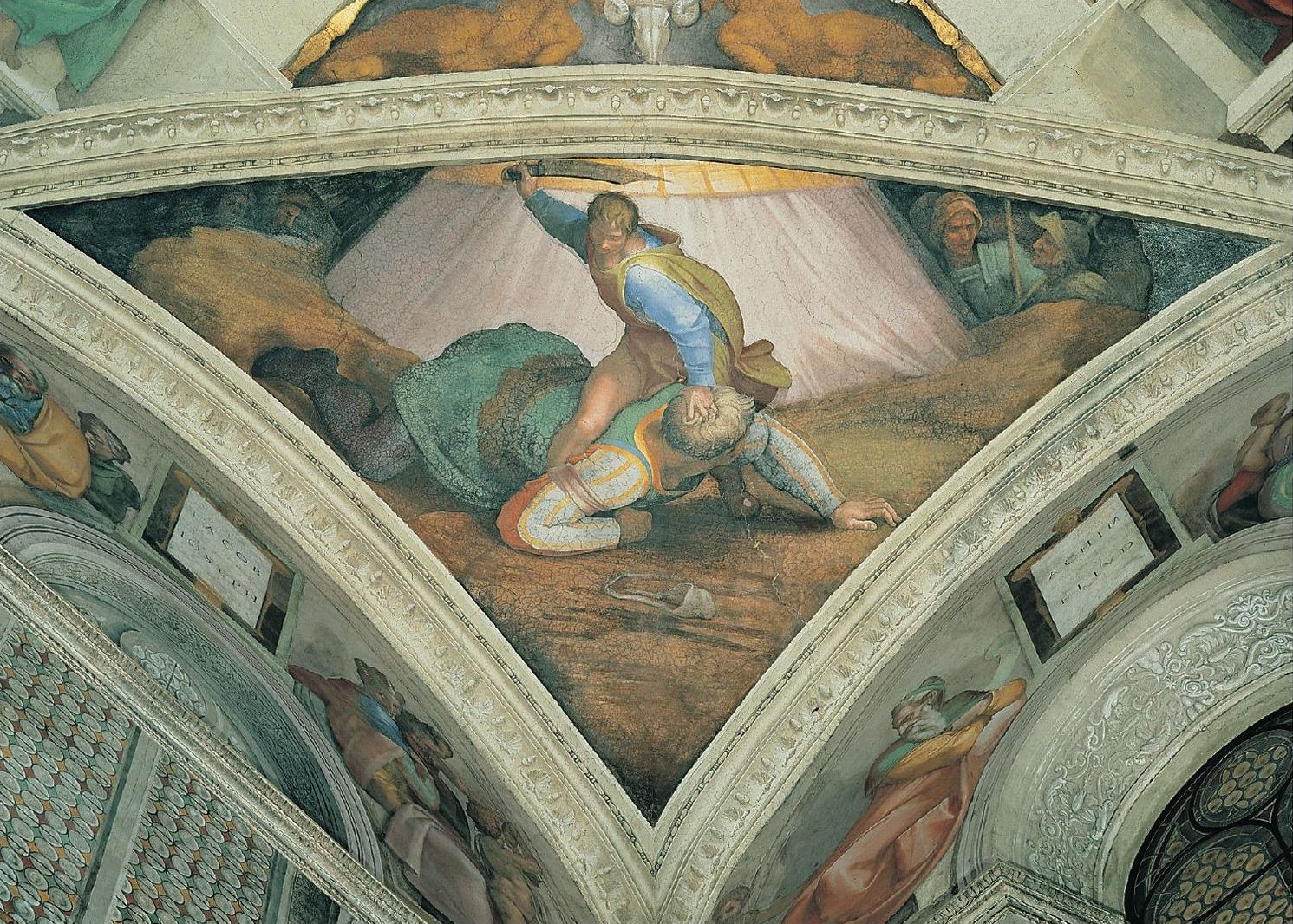
David och Goljat

## Övriga detaljer
Det finns sex fönster på vardera långsidevägg vilket är den huvudsakliga ljuskällan i kapellet. Från början fanns också två fönster på respektive kortsida också, men de är igensatta. Ovanför fönsterna på väggen finns halvcirkelformade lunetter vars fortsättning upp i taket utgörs av de trekantiga spandrillerna. I lunetterna och spandrillerna avbildas Jesu anfäder, till exempel Hiskia vars bild i en spandrill visas nedan. Ovanpå spandrillerna har Michelangelo målat nakna bronsfigurer. 
De fem mindre bilderna i takets mittfält flankeras av ignudi, atletiska, nakna och parvis sittande ynglingar med överjordisk skönhet vars betydelse är okänd, och tio medlajonger målade för att se ut som brons. 

Detaljer
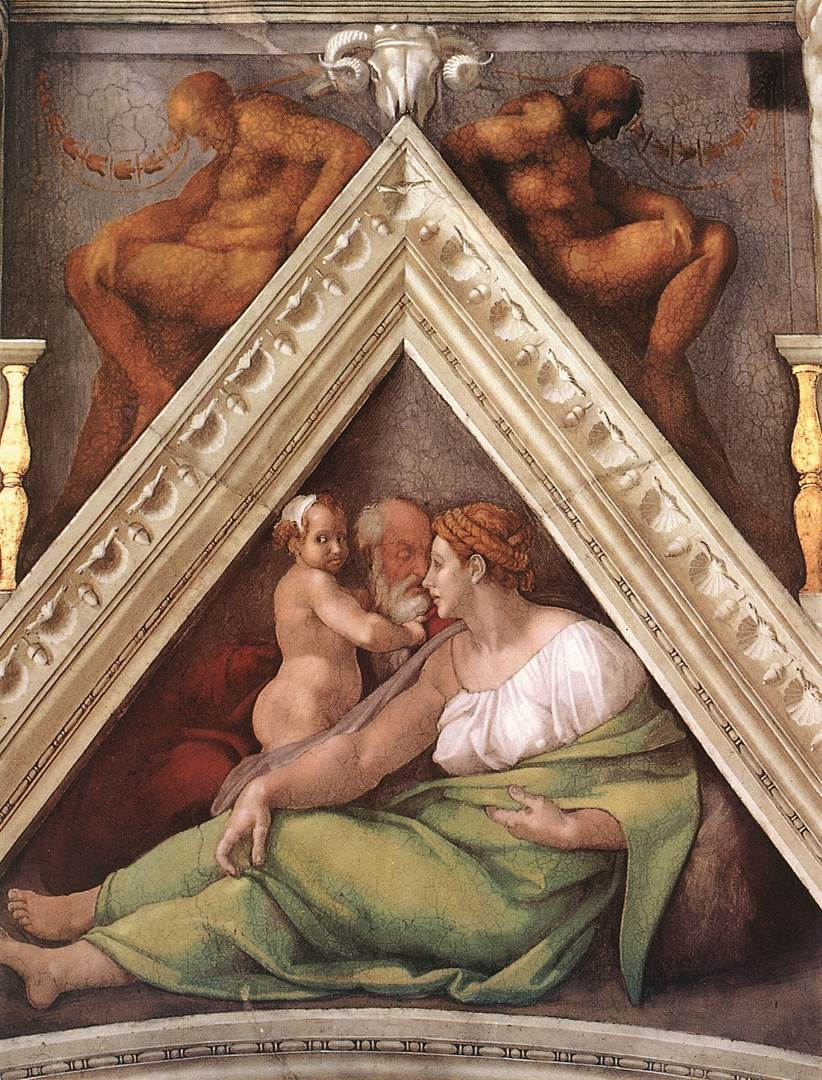
I spandrillen är Hiskia avbildad och ovanför två bronsfigurer.
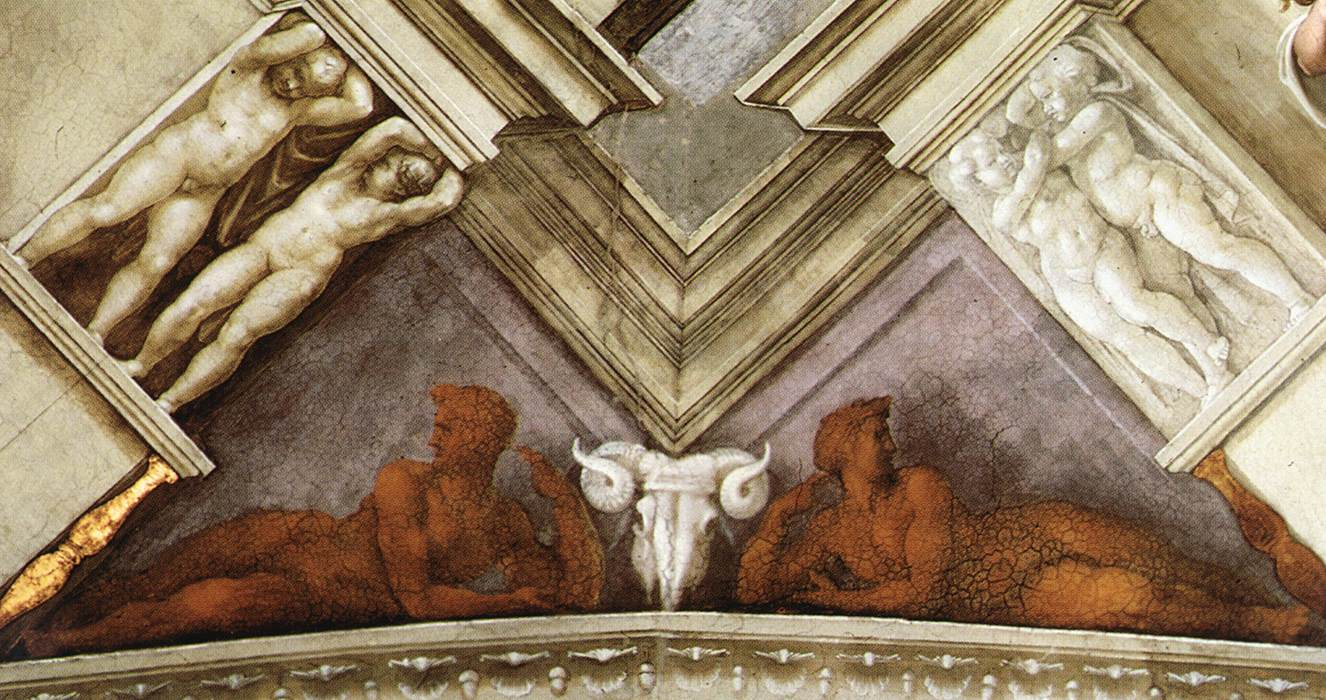
Bronsfigurer ovanför ett pendentiv.
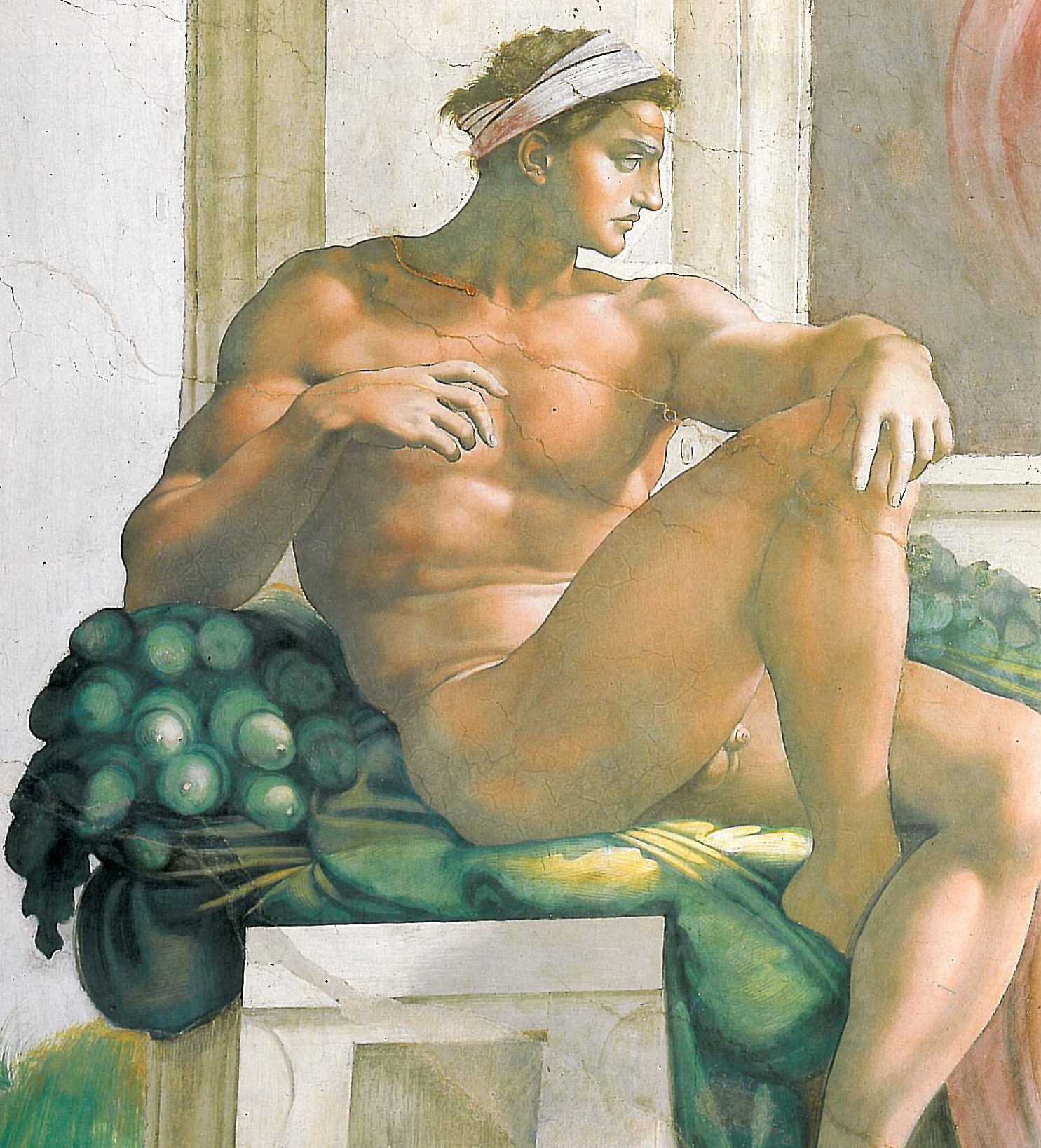
Ignudi
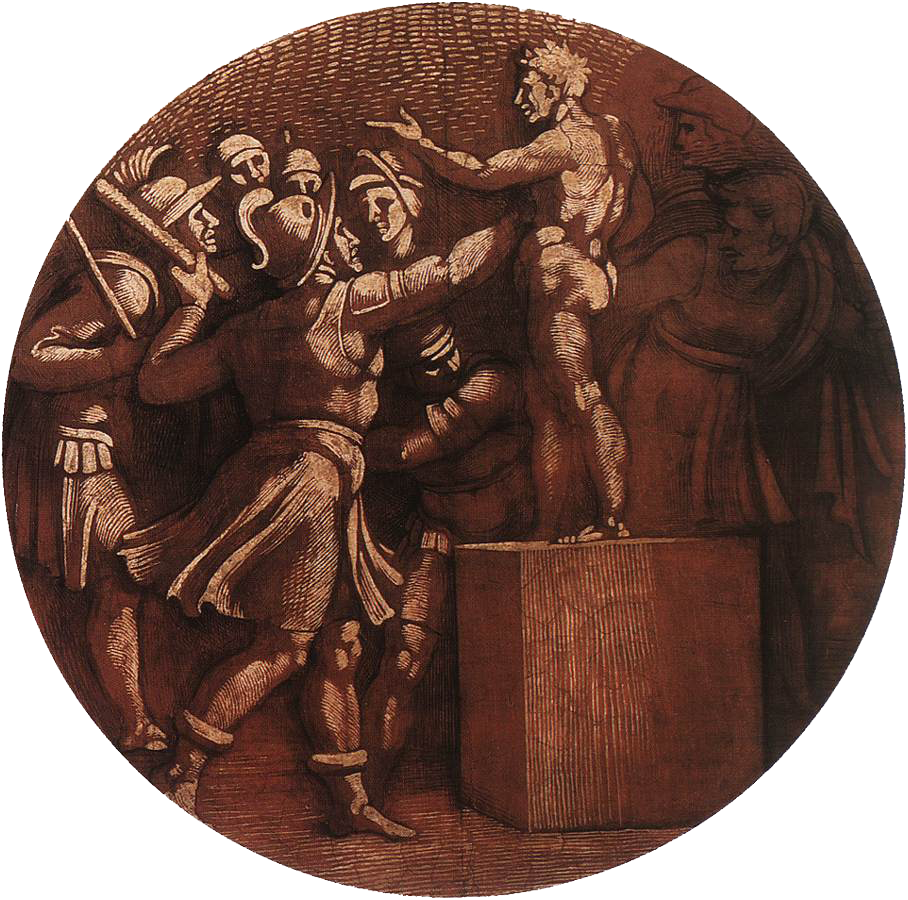
Medaljong